# Immacolata al Tiburtino (titre cardinalice)
Le titre cardinalice d'Immacolata al Tiburtino est érigé par le pape Paul VI le 29 avril 1969 et rattaché à l'église Santa Maria Immacolata e San Giovanni Berchmans qui se trouve dans le quartier de Tiburtino à l'est de Rome.

## Titulaires
- Peter Thomas McKeefry (1969-1973)
- Reginald John Delargey (1976-1979)
- Ernesto Corripio y Ahumada (1979-2008)
- Raymundo Damasceno Assis (depuis 2010)